# Marché aux fruits
Le marché aux fruits est un espace public de Prague, formant une petite place triangulaire, située dans la Vieille Ville de Prague, dans le district de Prague 1. Elle est parallèle à la rue Na Příkope (au sud).

## Description

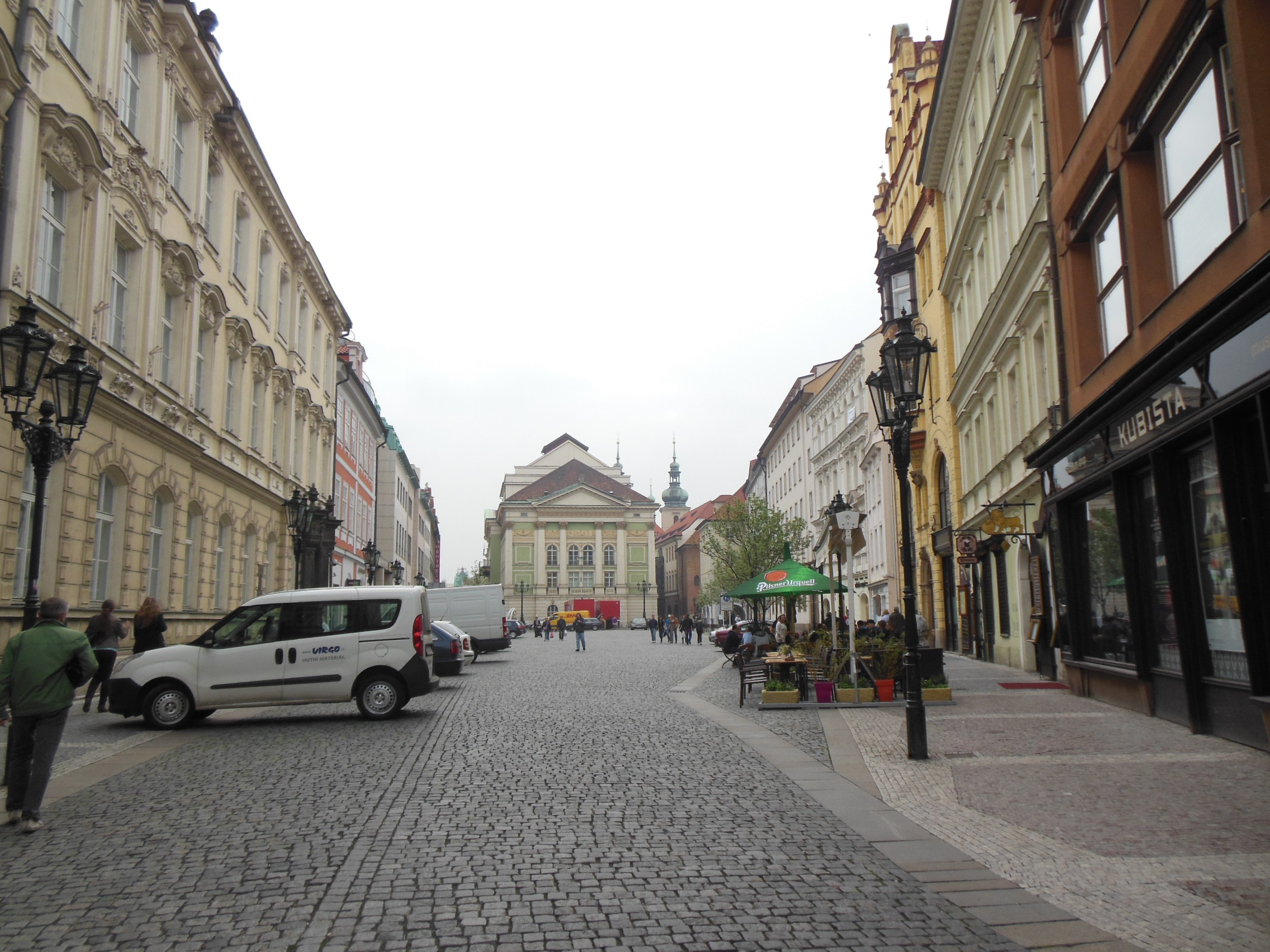
Marché aux fruits vu de la rue Celetná

Le nom de cet endroit vient du Moyen Age, à l'époque où il existait un marché où l'on vendait principalement des fruits et des légumes, qui existait encore au début du XXe siècle. Le marché a été documenté depuis le XIIIe siècle. Le nom actuel a été introduit en 1870.
Il y a plusieurs bâtiments très importants. Sur le côté sud-ouest de la place se trouve le bâtiment du Théâtre des États (entrée technique arrière). Dans les environs immédiats se trouvent le bâtiment du Carolinum, le siège historique de l’Université Charles (au nord du théâtre) et le palais Kolowrat (au sud du théâtre). Au nord-est de la place, en direction de la rue Celetná et de la tour Poudrière, se trouve la Maison à la Vierge noire. Au sud de la place se trouvent également l'aile arrière du palais Myslbek et le palais de la Nouvelle Monnaie (qui abrite aujourd'hui le tribunal du district de Prague 1).

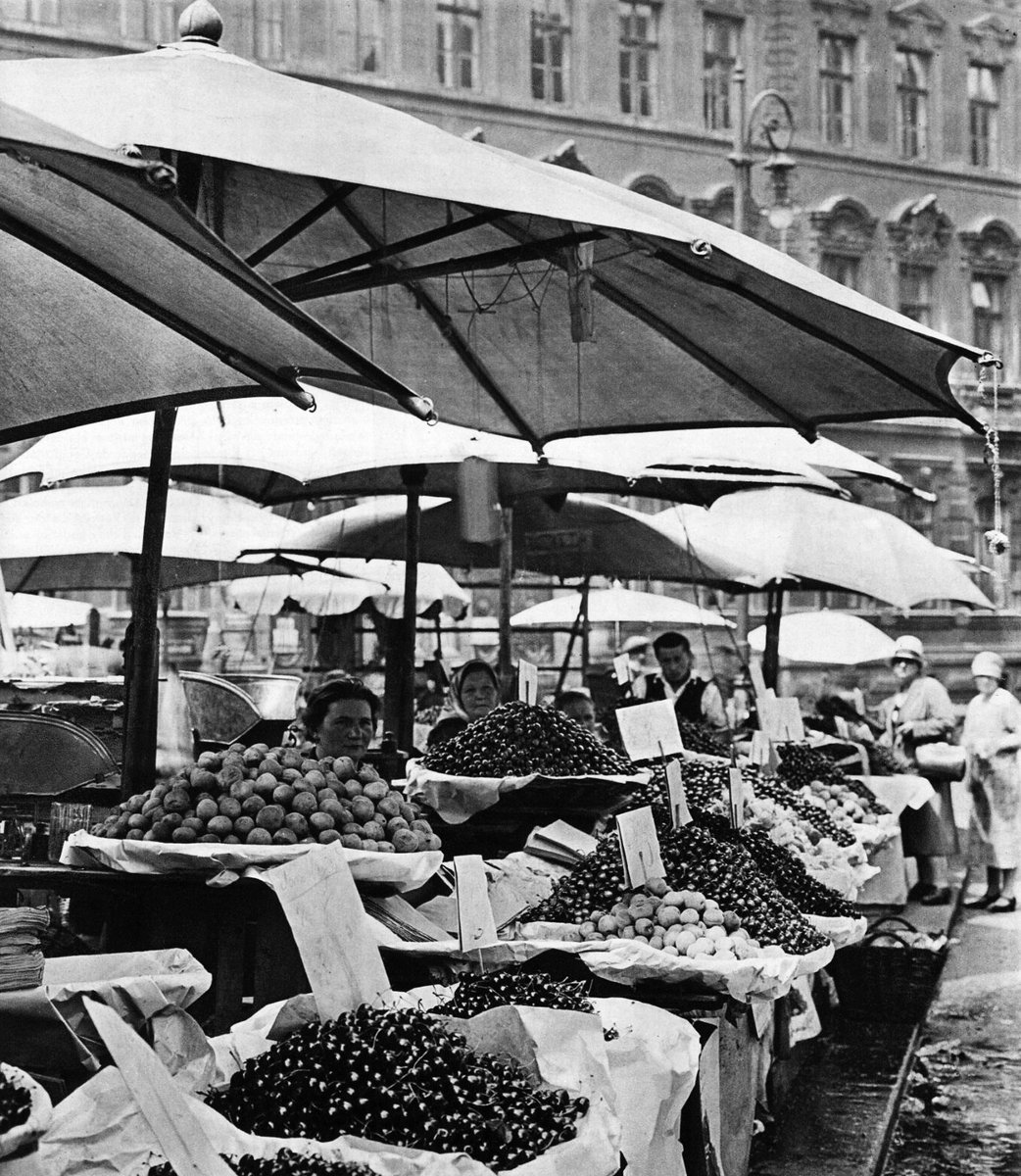
Marché aux fruits à Prague en juillet 1927

## Rues et places environnantes
- Na Prikope (sud - sentier piétonnier à travers l'arcade du palais Myslbek)
- Rue Železná (ouest - après le Carolinum)
- Rue Rytirska (sud-ouest - derrière le théâtre des États)

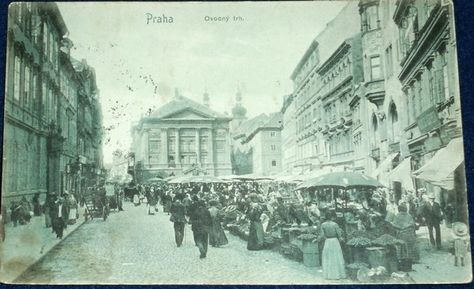
Marché aux fruits en 1907

- Rue Celetná (nord-est au nord)

## Anciens noms
- Nouveau marché
- Place de l'école
- Classe royale
- Karolinenplatz ou Theaterplatz (allemand)

## Actuellement
De nos jours, la place est une zone piétonne.
Parmi les traditions, il y a, de nos jours, une patinoire artificielle, qui est régulièrement installée ici chaque hiver au centre de la capitale tchèque .

## Liens